# Pol (parroquia)
Pol (llamada oficialmente Santo Estevo de Pol) es una parroquia y una aldea española del municipio de Pol, en la provincia de Lugo, Galicia.

## Otras denominaciones
La parroquia también es conocida por los nombres de San Estebo de Pol y San Estevo de Pol.

## Organización territorial
La parroquia está formada por siete entidades de población:

### Entidades de población
Entidades de población que forman parte de la parroquia:
- Arroxiña
- Carballal (O Carballal)
- Eirón
- Galegos
- Lagoa (A Lagoa)
- Pol

### Despoblado
Despoblado que forma parte de la parroquia:
- Riveiro (Ribeiro)

## Demografía

### Parroquia
| Gráfica de evolución demográfica de Pol (parroquia) entre 2000 y 2020 |
|                                                                       |
| Datos según el nomenclátor publicado por el INE.                      |

### Aldea
| Gráfica de evolución demográfica de Pol (aldea) entre 2000 y 2020 |
|                                                                   |
| Datos según el nomenclátor publicado por el INE.                  |